# Félix del Valle
Félix González del Valle y Mendoza (Ica, 14 de junio de 1892 - Buenos Aires, 17 de junio de 1950) fue un escritor y periodista peruano. Se destacó como cronista ameno, colaborando en diversas publicaciones del Perú, España y Argentina. Fue gran amigo y paisano de Abraham Valdelomar e integrante del grupo Colónida.

## Biografía
Muy joven se inició en el periodismo, como redactor de los diarios limeños La Opinión Nacional, La Prensa y La Crónica, y de la revista Variedades. «Alternó crónicas de teatro, con reportajes a artistas y reseñas de toros, y finalmente se esforzó, en un considerable afán autodidáctico, por elevar el nivel de sus artículos, lanzándose de lleno a una serie caracterizada por la pretensión “psicológica”; los títulos de sus artículos eran “Psicología del alfiler”, “Psicología de los zapatos”, etc.»
Entre 1914 y 1915 se desempeñó como canciller del consulado peruano en Southamptom. De vuelta al Perú, alternó en el grupo Colónida que encabezó su paisano, el escritor Abraham Valdelomar. Asimismo, contribuyó con poemas de su autoría en la antología que publicaron los integrantes de dicho grupo con el título de Las voces múltiples (1916). A decir de Luis Alberto Sánchez, sus intentos poéticos tuvieron poca fortuna.
Entre 1916 y 1917 fue redactor del diario El Perú, dirigido por Luis Fernán Cisneros, y junto con Julio Málaga Grenet editó Don Lunes, semanario de actualidades, de la misma empresa editora de El Perú.
Junto con José Carlos Mariátegui y César Falcón, fundó el semanario Nuestra Época (1918), orientado a la crítica social, y que al parecer tenía la intención de preparar el ambiente para la futura organización del partido socialista, pero no pasó del segundo número. Colaboró luego en la revista Mundial (1920) y el diario El Comercio de Lima. En 1923 con José Carlos Mariátegui anunció la publicación de "Vanguardia: Revista Semanal de Renovación Ideológica", proyecto que no se llevaría a cabo pero que luego Mariátegui transformaría en la Revista Amauta.
En 1924 viajó a España, donde residió hasta 1937. Allí desenvolvió su talento periodístico y ganó el premio Antonio Zozaya con una crónica sobre Sevilla (1928). Asimismo, colaboró con alguna intensidad en El Sol y La Voz (1935-1936). Se vio obligado a abandonar España, muy a su pesar, tras el estallido de la guerra civil española.
Regresó a Lima, donde permaneció por muy poco tiempo, pues pasó a Buenos Aires, en calidad de agregado de prensa y vicecónsul (1938-1950). En dicha ciudad colaboró en Mundo Argentino y Noticias Gráficas; fue allí también donde desenvolvió con más acierto su carrera literaria y publicó sus mejores obras, que mayormente son conjuntos de evocaciones y estampas.
Firmaba sus artículos con el seudónimo de Félix de Lima, pero mayormente como Félix del Valle, que también equivalía a un apelativo, pues su nombre completo era Félix González del Valle.

## Obras
Publicó:
- Prosas poemáticas (1921)
- El libro de los toreros (1922)
- El camino hacia mí mismo (1930)
- Tres novelas frívolas (1930)
- Madrid en 15 estampas (1940)
- Sevilla (1941)
- Toledo (1943)
- Juergas en Sevilla (1947).

Anunció: 

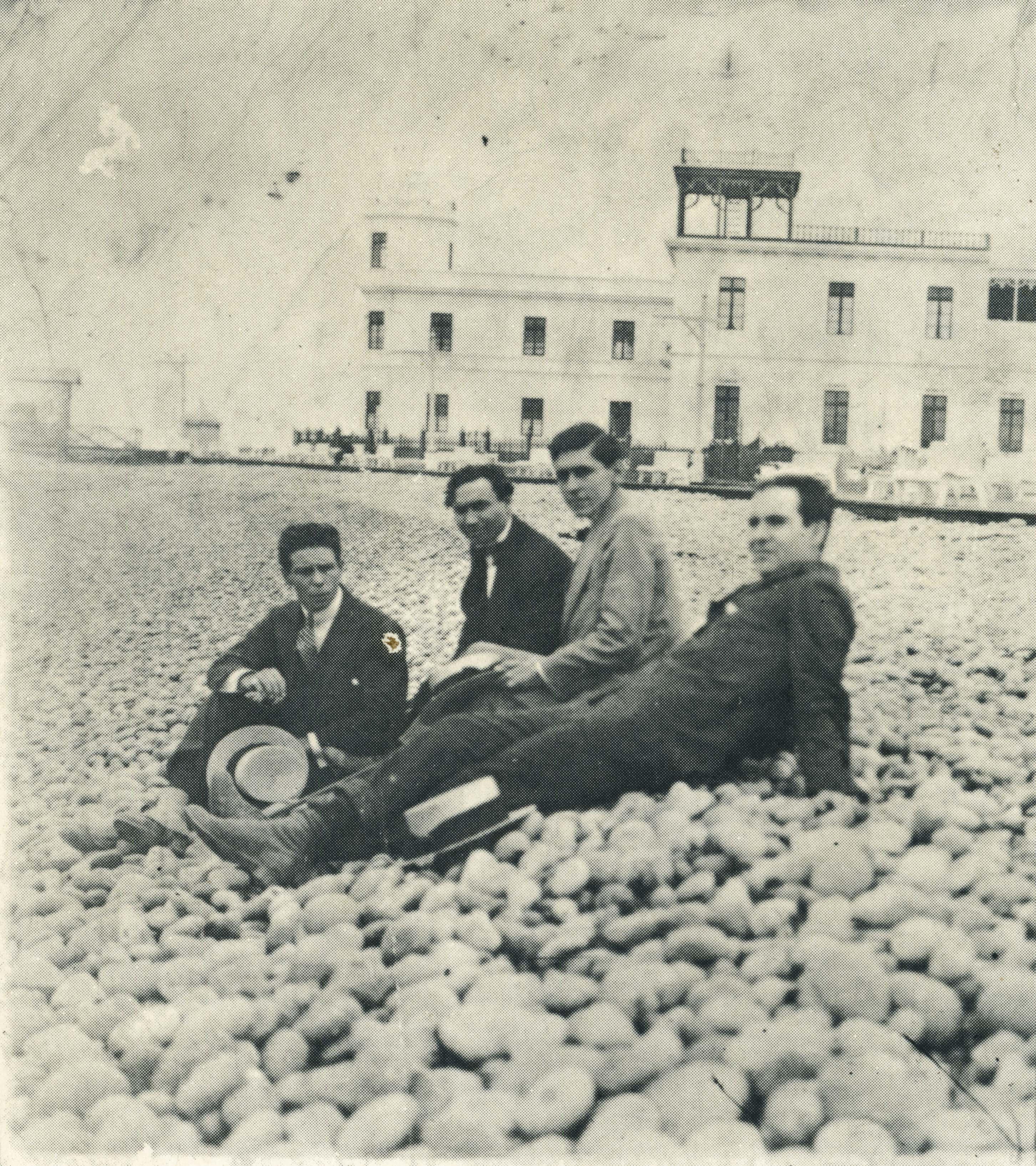
De izquierda a derecha: Un personaje desconocido, César Falcón, José Carlos Mariátegui y Félix del Valle. Directores del semanario Nuestra Época. Año 1918.

- El arte dramático, compilación de crónicas teatrales publicadas en El Comercio.
- Piérola y el Perú.
- La República de España y otros ensayos
- La Guerra y la Paz
- Sobre Política Peruana